# Aéroport de Blackbushe
L'aéroport de Blackbushe (code IATA : BBS • code OACI : EGLK) est un des aéroports les plus éloignés de Londres (avec ceux de Londres-Southend et de Londres-Stansted), puisqu'il est situé à une soixantaine de kilomètres au sud-ouest du centre-ville.

## Histoire

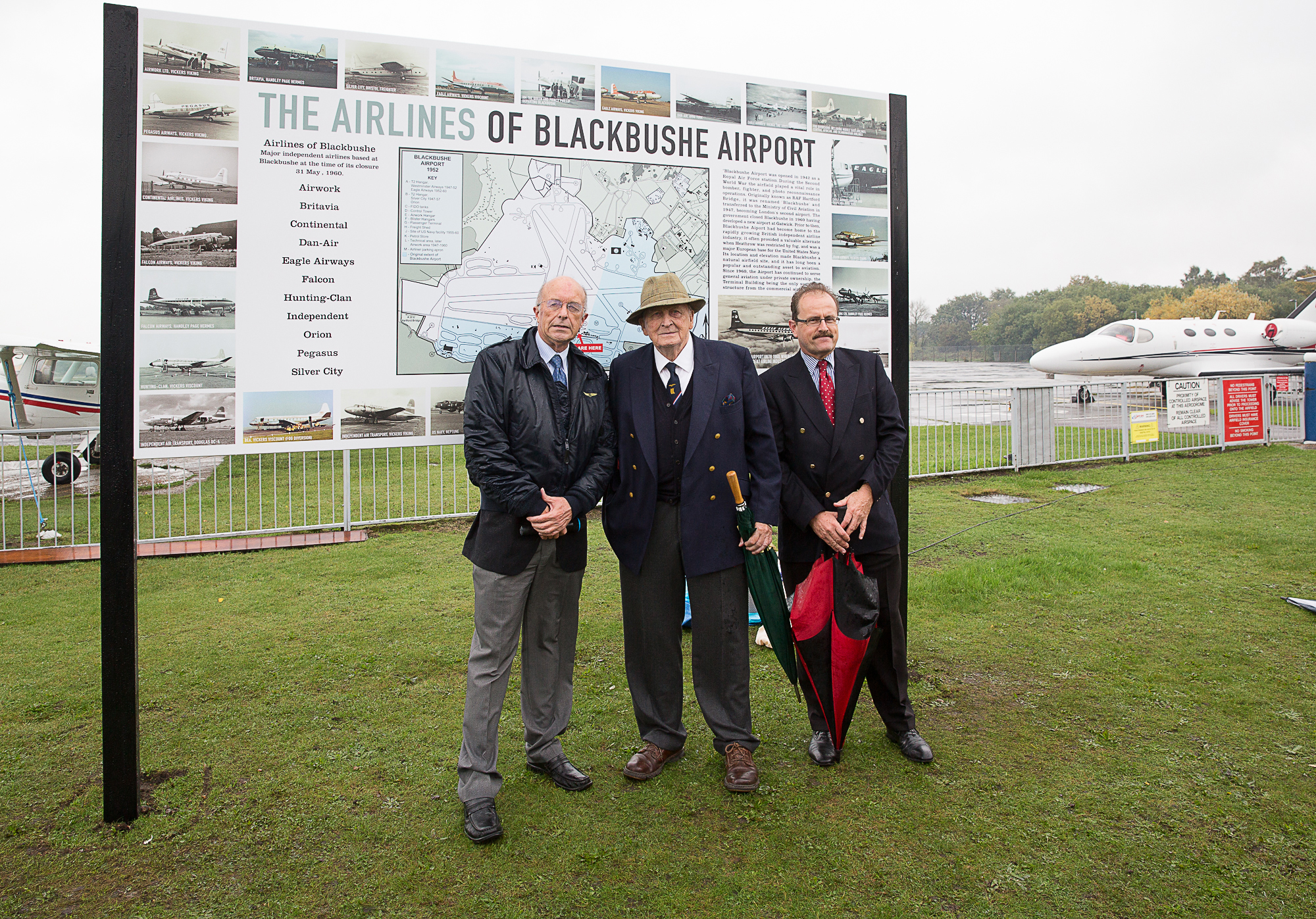
2012: Harold Bamberg (au centre), président fondateur d'Eagle Airways, se tient devant le panneau en mémoire des opérateurs de l'aéroport.

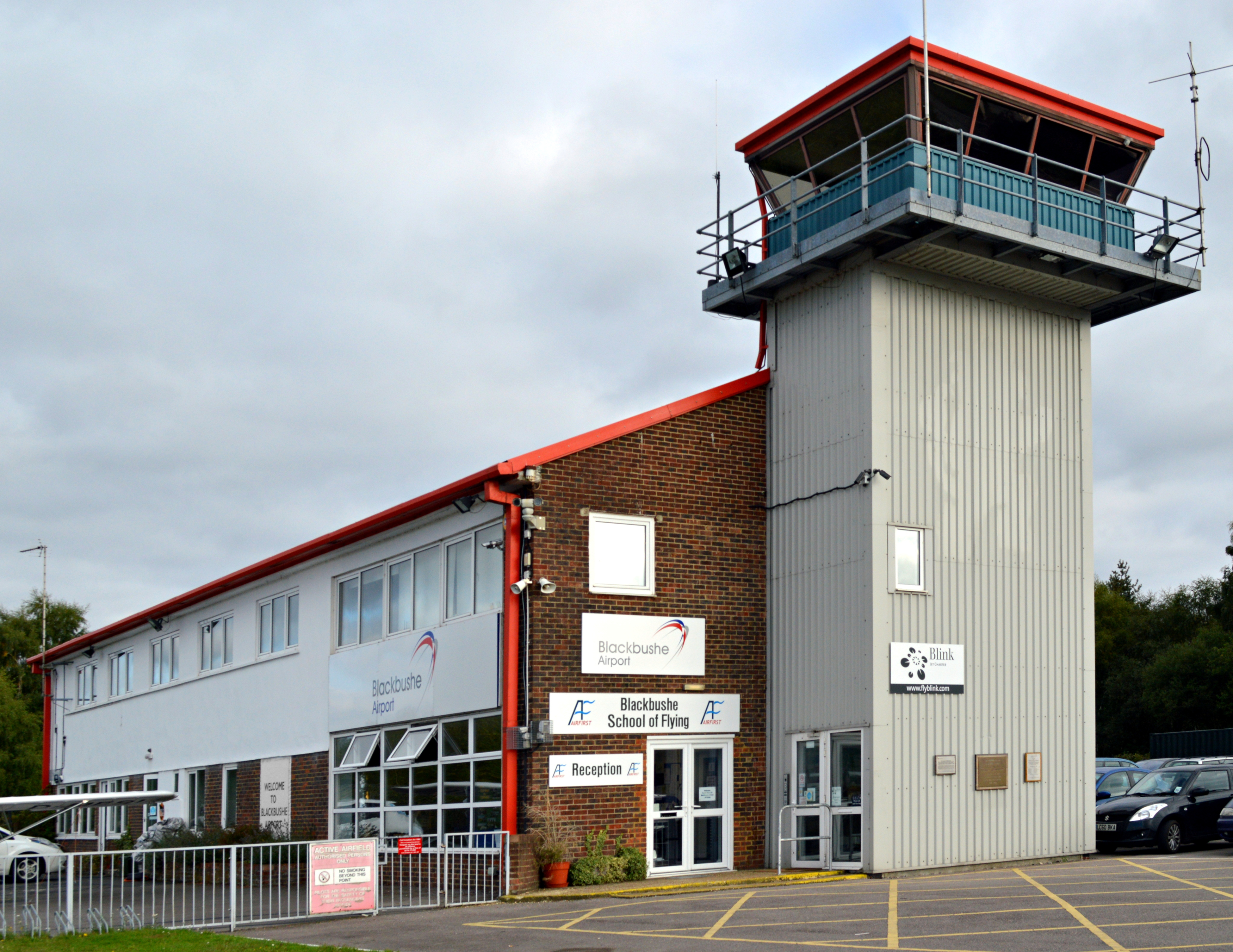
Tour de contrôle en 2013.

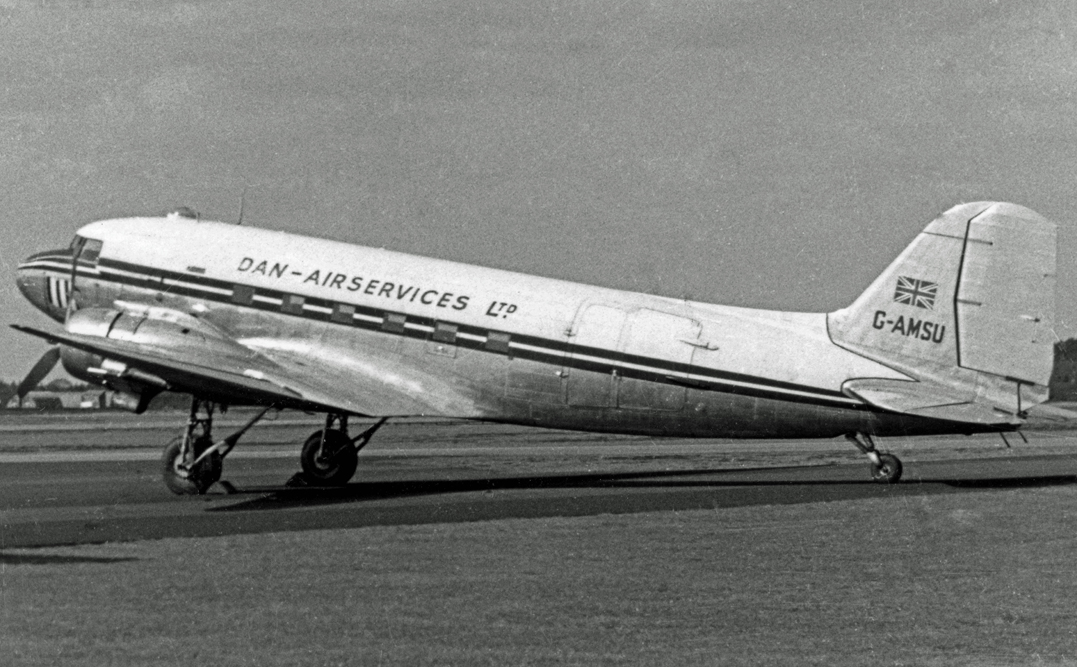
DC-3 de la compagnie Dan-Air à Blackbushe en 1955.

La zone sur laquelle se trouve l’aéroport était plus connue sous le nom de Hartford Bridge Flats. Il faisait partie d’une lande presque ininterrompue qui s’étendait entre Bagshot et Hartley Wintney.
En 1938, le ministère de la Guerre achete le manoir Minley situé à proximité et établit une base d’entraînement de chars.
En 1941, Hartford Bridge Flats a été arpenté en tant que nouvelle base aérienne et le site a été réquisitionné en octobre.
L'aéroport de Blackbushe était en 1942 une base de la Royal Air Force exploitée sous le nom de RAF Hartford Bridge, puis de RAF Blackbushe. Le changement de nom intervint en 1944.
Le terrain est renommé Blackbushe Airport après la fermeture de la base de la Royal Air Force le 15 novembre 1946. Ce terrain sert aux Douglas C-47 Skytrain qui ravitaillent les zones sous occupation occidentale pendant le blocus de Berlin de 1948 à 1949.
L'US Navy s'en sert comme aéroport de transit dans les années 1950.
Il a servi d'aéroport civil pour des compagnies aériennes comme Airwork/Hunting-Clan qui desservait Nairobi en 3 jours au départ de blackbushe via Nice, Malte ou Khartoum (en 1954 en Vickers Viking), Eagle Airways (devenue British Eagle International Airlines) qui desservait Luxembourg, Innstruck  et Dinard au départ de Blackbushe (en 1956 en Vickers Viking). 
Il a été le deuxième aéroport de Londres. 
De grandes compagnies aériennes indépendantes étaient basées à Blackbushe au moment de sa fermeture le 31 mai 1960 comme Airwork, Britania, Continental, Dan-Air, Eagle Airways, Falcon, Hunting-Clan, Independent, Orion, Pegasus et Silver City. 
L'aéroport de Londres-Heathrow distant d'environ 30 km a été désigné en 1944 comme principal aéroport de développement de Londres, après une étude comparée avec l'aéroport de Blackbushe.
Aujourd'hui, Blackshuhe Airport est un aéroport d'aviation d'affaires et de loisirs. Il est également proposé comme lieu de tournage proche de Londres, avec deux pistes désaffectées et une piste en service, avec la présence d'avions d'affaires, d'hélicoptères et avions légers pour les tournages, à moins d'une heure de 8 studios de cinéma britanniques.

## Situation
| Heathrow Gatwick Stansted Luton City Southend Blackbushe Denham Elstree Fairoaks Farnborough Lydd North Weald Redhill Rochester Stapleford White Waltham Wycombe RAF Northolt Damyns Hall Biggin Hill Oxford Héliport |

## Destinations
L'aéroport n'accueille plus de ligne régulière depuis les années 1950-1960.
Il s'agit dorénavant d'un aéroport d'affaires et de loisirs.
Une compagnie d'aviation était basée sur l'aéroport. Blink était une société de taxi aérien fondée en juin 2007 et qui a commencé ses opérations à l'aéroport en mai 2008. Elle appartenait à Sir Peter, principal actionnaire et actuel propriétaire de l'aéroport qu'il loue à Blackbushe Airport Ltd par le biais de sa société Falcon Propco 4 Ltd.

## Accès
- Voiture : l'aéroport se situe à 45 minutes du centre de Londres le long de l'autoroute M3. Parking de 180 places gratuit et sécurisé.

- Train : l'aéroport se trouve sur la ligne Londres Waterloo à Basingstoke, arrêts Fleet ou Farnborough Main. Ensuite par taxi (5 à 10 minutes).

## Evènement particulier
Des membres de la famille d'Oussama Ben Laden (chef de l'organisation islamiste radicale al-Qaida qui a été tué par les forces spéciales américaines au Pakistan en 2011) sont morts dans le crash d'un avion d'affaires privé le 1er août 2015 alors que le Phenom 300 du constructeur Embraer tentait de se poser sur l'aéroport de Blackbushe.
L'appareil avait décollé de l'aéroport italien de Milan Malpensa. Le pilote jordanien du jet et ses trois passagers n'ont pas survécu. Les 3 membres de la famille Ben Laden étaient la belle-mère Raja Hashim, la demi-sœur Sanaa d'Oussama Ben Laden et son mari Zuhair Hashem, tous de nationalité saoudienne et qui étaient en vacances au Royaume-Uni.

## Culture
L'aéroport est visible dans le film britannique The Crooked Sky (en) réalisé en 1956 par Henry Cass.